# 小行星6916
小行星6916（英語：6916 Lewispearce）是一颗围绕太阳公转的小行星。1992年7月27日，罗伯特·H·麦克诺特在赛丁泉山发现了此天体。
该小行星（刘易斯皮尔斯）是为了纪念澳大利亚业余天文学家安德鲁·皮尔斯（英語：Andrew Pearce）的幼子刘易斯·皮尔斯。刘易斯于1999年1月23日出生，但由于缺氧后丧失意识去世。